# Zheng Junli
Zheng Junli (郑君里, 6 décembre 1911 – 23 avril 1969) est un acteur et réalisateur de l'âge d'or du cinéma chinois. Ses films Les Larmes du Yangzi et Corbeaux et Moineaux sont aujourd'hui des classiques en Chine. Il fut durement persécuté durant la révolution culturelle et mourut en prison.

## Biographie
Zheng est issu d'une famille pauvre souvent harcelée par ses créanciers. Enfant, il montre un grand intérêt pour la lecture et la comédie. Il entre à l'école d'art Nanguo de Tian Han et étudie le jeu d'acteur.
Durant les années 1930, Zheng est un acteur travaillant pour la société cinématographique Lianhua avec qui il interprète de nombreux rôles comme l'amoureux Yu Haichou dans le film Femmes nouvelles aux côtés de Ruan Lingyu.
Après la seconde guerre sino-japonaise, Zheng se concentre sur la réalisation, comme avec Les Larmes du Yangzi (co-réalisé avec Cai Chusheng) (1947) et son film polémique anti-Kuomintang Corbeaux et Moineaux (1948) avec Sun Daolin. En 1957, ce-dernier film reçoit le Prix du Meilleur film par le ministère de la culture de la République populaire de Chine.
Zheng accueille avec enthousiasme l'établissement du nouveau gouvernement du Parti communiste. En tant que réalisateur gauchiste, il en est l'un des premiers bénéficiaires. Il quitte sa résidence délabrée au studio Kunkun avec sa famille et s'installe dans la meilleure zone résidentielle de Shanghai, juste en face de la maison de Song Qingling.
Zheng réalise ensuite le film Le Couple marié avec Zhao Dan et Jiang Tianliu. Il raconte l'histoire d'un cadre du parti communiste abandonnant sa femme dans un village afin d'épouser une fille en ville, montrant son échec à résister à la tentation de « bonbons enrobés de sucre ». Le film est interdit avant même sa sortie.
Zheng est membre de la commission des arts de la société cinématographique de Shanghai, et utilise ce poste pour aider la production du film La Vie de Wu Xun (en) qui est sévèrement condamné par le Parti communiste. Après ce nouvelle échec, Zheng ressent durement de la culpabilité en tant que réalisateur.
Afin de critiquer La Vie de Wu Xun, Jiang Qing et ses partisans se rendent au Shandong pour faire des recherches. Ils découvre une autre figure historique, Song Jingshi, un paysan révolté et chef de l'« armée du drapeau noir ». Ils l'érigent en exemple révolutionnaire pour dénoncer Wu Xun. Ils forcent Zheng Junli à étudier en profondeur le script du film. Cependant, Zheng et Sun Yu commence à se quereller, ce qui est considéré comme une tactique. En raison de la critique de La Vie de Wu Xun, les studios de Shanghai espèrent que le prochain film, Song Jingshi, permettra de redorer son blason. Le vice-directeur du studio, Cui Wei, joue lui-même le rôle de Song Jingshi. D'autres célèbres acteurs et actrices jouent des rôles secondaires. Mais comme Song s'était rendu aux autorités Qing, le film n'est seulement autorisé qu'à une sortie limitée pendant une courte période et quatre à cinq après sa réalisation. Finalement, ce film d'« expiation » est interdit.
Après ces manques de succès successifs, les deux prochains films de Zheng sont des biographies sur Nie Er et Lin Zexu (avec Zhao Dan dans les deux films) qui remportent un grand succès, et atténuent le sentiment de culpabilité de Zheng.
Zheng est durement persécuté durant la révolution culturelle et meurt en prison en 1969.
Il était délégué au congrès nationale municipal de Shanghai, conseiller de l'association cinématographique de Chine, de l'association des dramaturges de Chine, et de l'association cinématographique de Shanghai.

## Théorie du cinéma
Zheng a traduit et écrit des ouvrages sur les films et les pièces comme La Naissance d'un rôle ou Voix off.
Il jugeait que sa performance d'acteur était rigide et non-satisfaisante. Il fit ainsi de grands efforts pour étudier les théories de jeu dramatique. Il essaie premièrement de traduite Jeu d'acteur : Les Six premières leçons de Richard Boleslawski mais son niveau d'anglais était faible. Néanmoins, il était très méticuleux. Il fit la traduction avec un dictionnaire d'anglais et revérifia le livre d'origine avec un dictionnaire russe-anglais pour corriger les erreurs. Après cela, son niveau d'anglais s'était grandement amélioré. Il est également le premier à introduire le système de jeu d'acteur de Constantin Stanislavski en Chine. Les ouvrages de celui-ci étaient tous écrits en russe. Zheng utilise un dictionnaire russe-anglais puis traduisit le russe en chinois via l'anglais, ce qui était un travail colossal. Sa traduction de La Formation de l'acteur de Stanislavski, co-écrit avec Zhang Min, est le premier ouvrage expliquant le jeu d'acteur en Chine.
Zheng publie également Histoire de l'art des films du monde. À une époque où personne en Chine n'osait briser le moule idéologique et comparer les films occidentaux avec ceux de l'Union soviétique, le travail de Zheng d'écrire une chronique des films du monde d'un point de vue universel est pionnier.

## Filmographie non exhaustive

### Comme réalisateur
| Année | Titre français                            | Titre chinois  | Notes                                                       |
| ----- | ----------------------------------------- | -------------- | ----------------------------------------------------------- |
| 1947  | Les Larmes du Yangzi                      | 一江春水向東流 | Co-réalisé avec Cai Chusheng                                |
| 1949  | Corbeaux et Moineaux                      | 烏鴉與麻雀     |                                                             |
| 1951  | Le Couple marié                           | 我們夫婦之間   | Aussi connu sous le titre Mari et femme                     |
| 1955  | Song Jingshi                              | 宋景詩         | Aussi connu sous le titre Les Rebelles                      |
| 1958  | Guerre au trafic d'opium                  | 林則徐         | Aussi connu sous le titre Lin Zexu                          |
| 1959  | Nie Er                                    | 聶耳           |                                                             |
| 1961  | La Venue du printemps dans l'arber flétri | 枯木逢春       |                                                             |
| 1964  | Li Shanzi                                 |                | Dernier film de Zheng, jamais sorti pour raisons politiques |

### Comme acteur
| Année | Titre français                       | Titre chinois | Rôle                  |
| ----- | ------------------------------------ | ------------- | --------------------- |
| 1932  | La Rose sauvage                      | 野玫瑰        | Xiao Li               |
| 1932  | Rêve rose (en)                       | 粉紅色的夢    | le meilleur ami de Li |
| 1933  | Le Sang de la passion dans le volcan | 火山情血      | Song Ke               |
| 1934  | La Route                             | 大路          | Zheng Jun             |
| 1934  | Femmes nouvelles                     | 新女性        | Yu Haichou            |
| 1935  | Song de Chine (en)                   | 天倫          | Sun Yutang adulte     |
| 1935  | Traditions nationales (en)           | 國風          | Chen Zuo              |
| 1936  | Membres de famille                   | 孤城烈女      | Zhang Zhengke         |